# Nostra Signora del Sacro Cuore

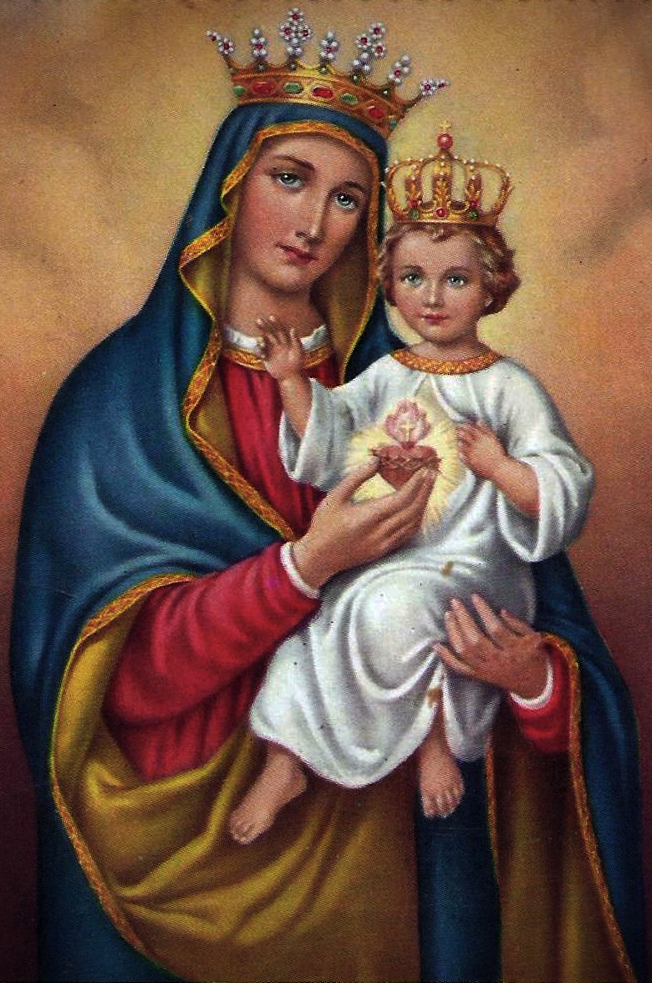
Stampa di Nostra Signora del Sacro Cuore del XX secolo

Nostra Signora del Sacro Cuore (in lingua spagnola Nuestra Señora del Sagrado Corazón; in lingua francese Notre Dame du Sacré Coeur; in lingua inglese Our Lady of the Sacred Heart). Si tratta di un titolo dato alla Beata Vergine Maria, dal padre Jules Chevalier nel 1857. L'iconografia che rappresenta la Madonna con questo titolo la mostra mentre indica oppure sorregge il cuore di suo figlio, e contemporaneamente Gesù indica sua madre.

## Premesse storiche
Nel 1854, a Issoudun (Francia), durante la novena dell'Immacolata Concezione, don Jules Chevalier promise che, se il suo sogno di formare una congregazione missionaria in onore del Sacro Cuore di Gesù fosse diventato realtà, egli avrebbe insegnato ai fedeli ad amare Maria in un modo speciale.
(Promessa di Chevalier alla Vergine Maria)
Durante le varie novene fatte alla Vergine Maria, Chevalier ottenne diverse donazioni economiche che gli permisero di costruire la Basilica di Nostra Signora del Sacro Cuore a Issoudun (Francia) e nel 1857 consolidò la sua Confraternita e diede a Maria il nuovo nome:
(Jules Chevalier)

## Iconografia
Nel 1861, Julio Chevalier creò una vetrata in cui Maria e Gesù si alzano in piedi, il bambino tocca il suo cuore con la mano sinistra e con la mano destra indica sua madre; Inviando il messaggio che attraverso Maria i fedeli possono raggiungere il cuore di Gesù. Nel 1868 papa Pio IX benedice un paio di corone che sono collocate nella vetrata della Madonna del Sacro Cuore e la Congregazione diventa Arciconfraternita.
Alla fine del 19 ° secolo, questa devozione si diffonde in tutta l'America e in Europa, così il Vaticano decide di apportare cambiamenti all'immagine e inizia la rappresentazione del Sacro Cuore di Gesù mentre è ancora un bambino e tra le braccia di sua madre, mentre Maria mostra il cuore di suo figlio.

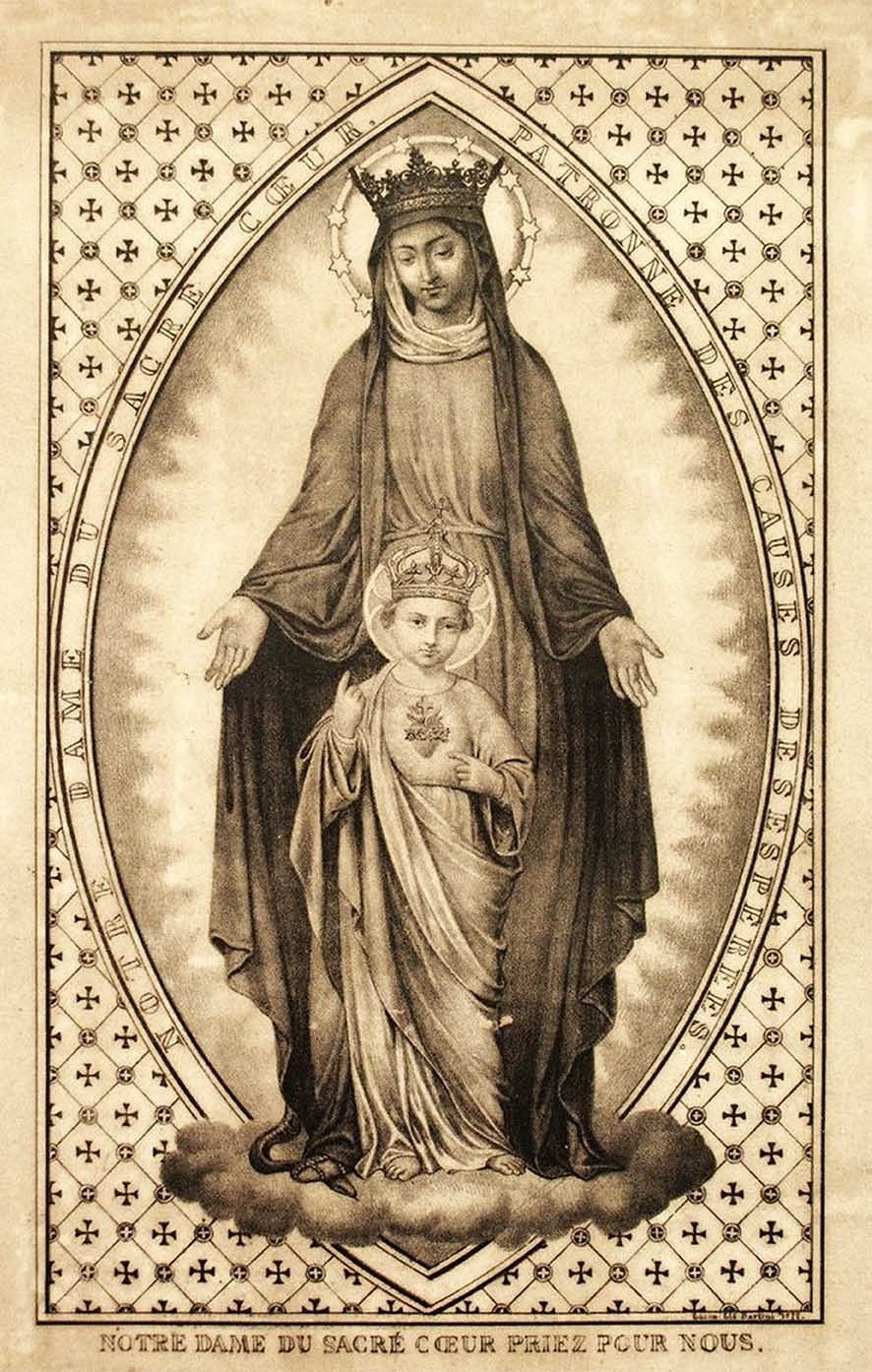
Iconografia di Jules Chevalier Nel 1870
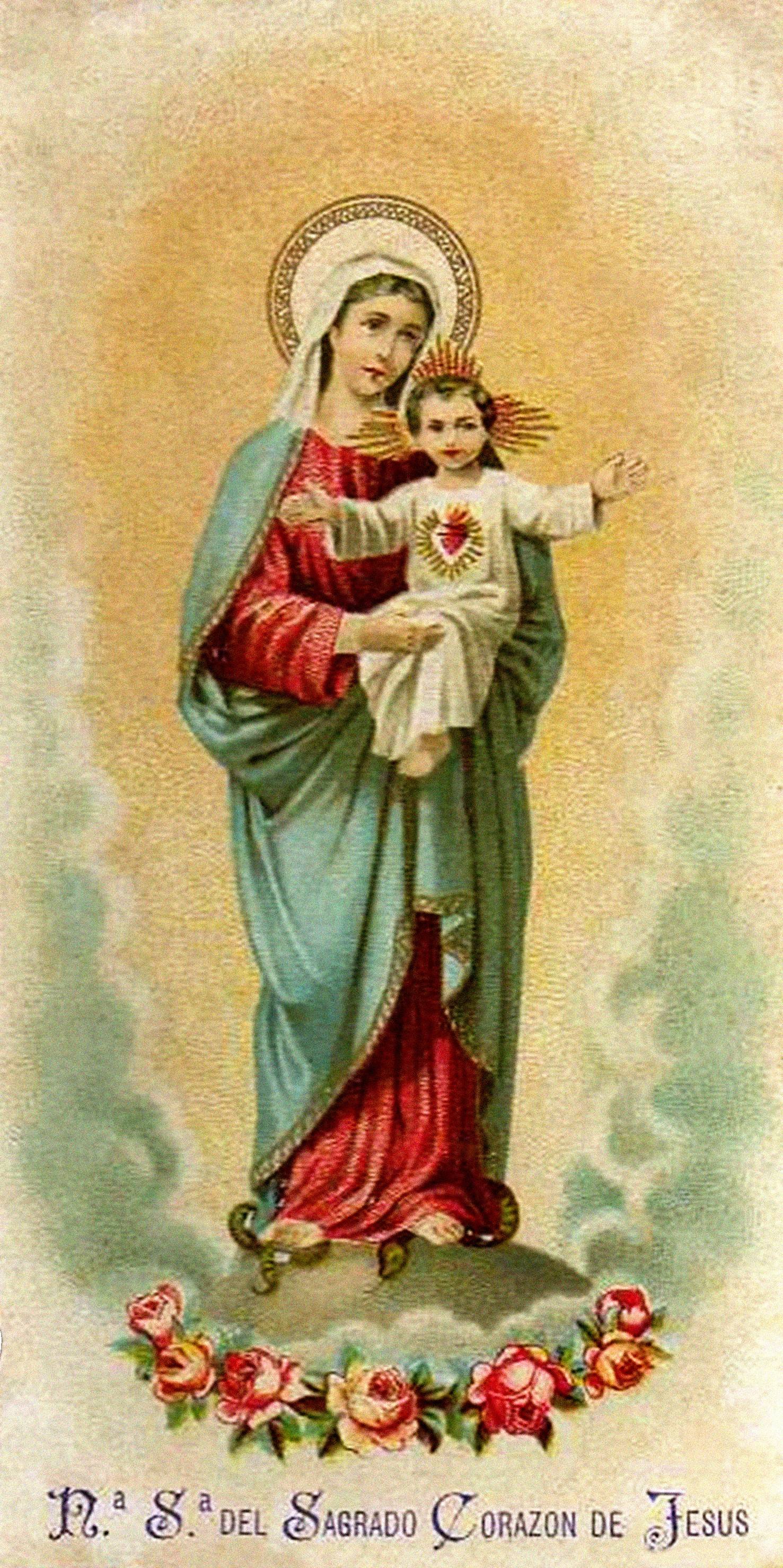
Nel 1880
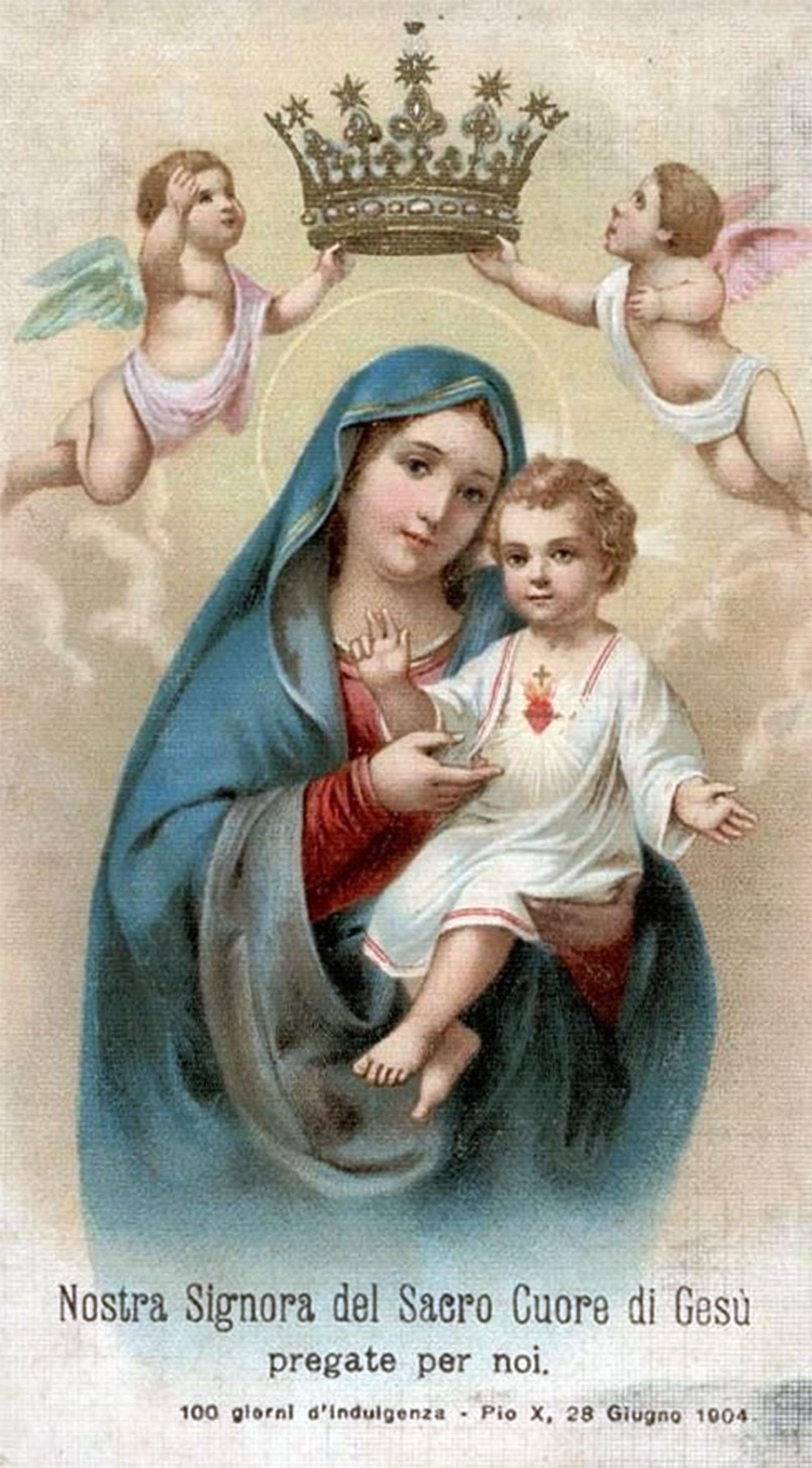
Nel 1904
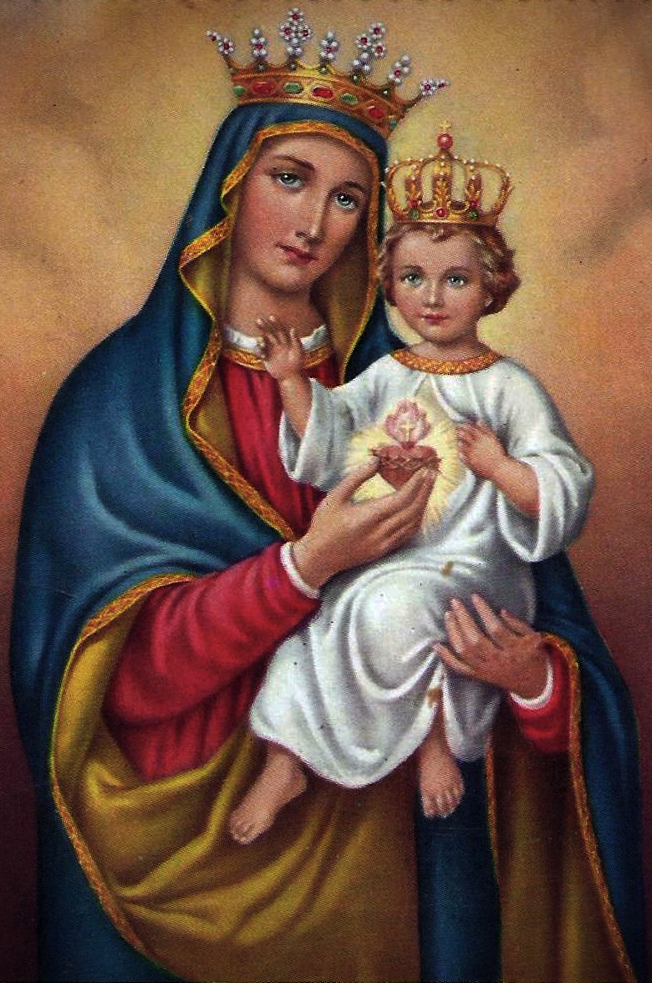
Nel 1920 ad oggi

## Orazione

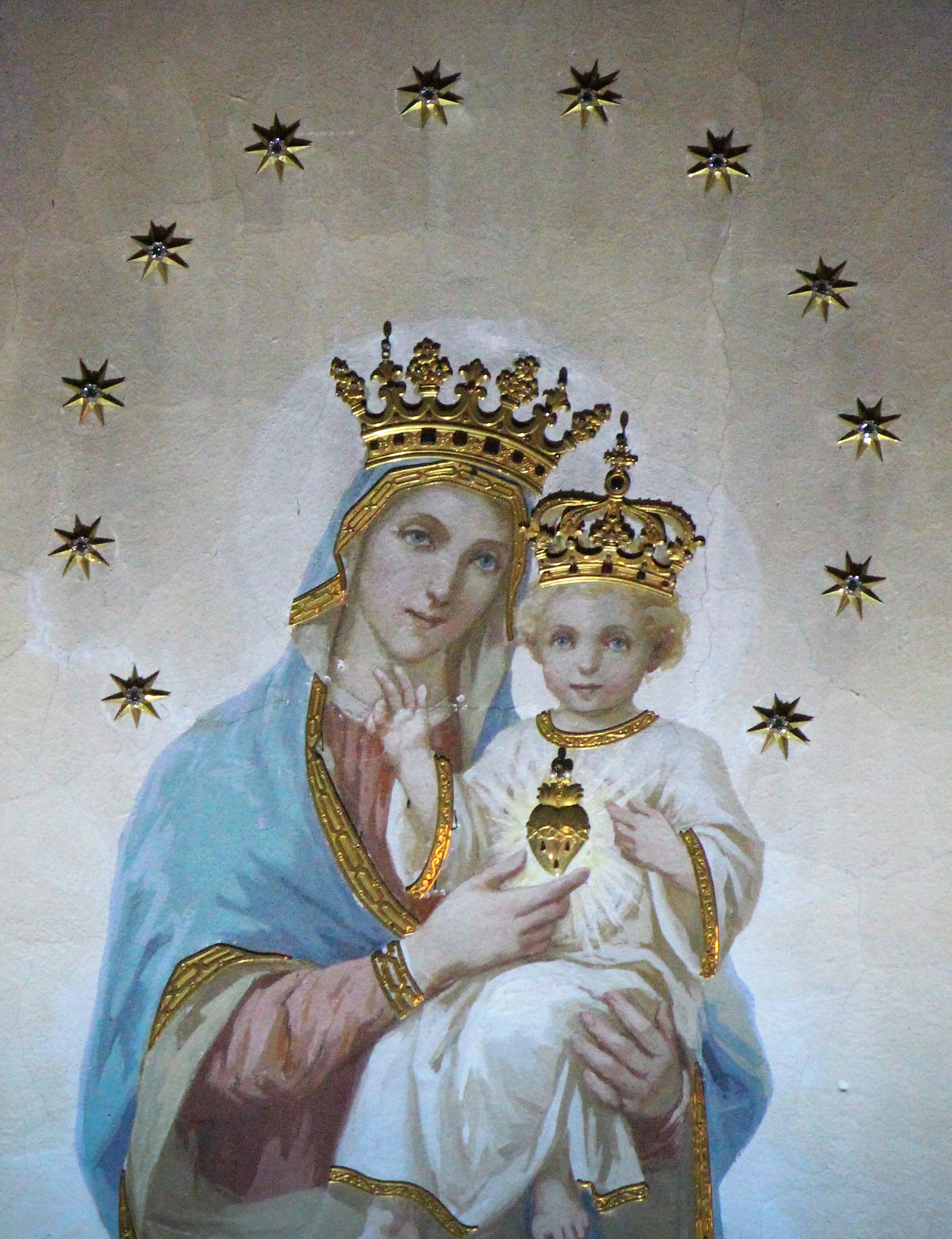
Nostra Signora del Sacro Cuore di Gesù - Chiesa di Piazza Navona - Roma

Ricordatevi o Nostra Signora del Sacro Cuore di Gesù, 

del potere ineffabile che il vostro divin Figliolo vi ha dato sopra il suo Cuore adorabile. 

Pieni di fiducia nei vostri meriti, noi veniamo ad implorare la vostra protezione. 

O Celeste Tesoriera del Cuore di Gesù, di quel Cuore ch'è la sorgente inesauribile di tutte le grazie, 

e che Voi potete aprire a vostro piacere, per farne discendere sopra gli uomini tutti i tesori di amore e di misericordia,

di lume e di salute ch'Esso racchiude in sé, concedeteci, ve ne scongiuriamo, i favori che vi domandiamo... 

No, noi non possiamo ricevere da Voi alcun rifiuto, e poiché Voi siete la nostra Madre, 

o Nostra Signora del Sacro Cuore di Gesù, accogliete benignamente le nostre preghiere e degnatevi di esaudirle. 

Così sia.